# Közönséges szitakötő
A közönséges szitakötő (Sympetrum vulgatum) a laposhasú acsafélék családjába tartozó, Európától egészen a Távol-Keletig előforduló, gyakori szitakötőfaj.

## Megjelenése
A közönséges szitakötő testhossza 35–40 mm, szárnyfesztávolsága 50–60 mm körül van. Szemei felül barnák, alul fakókékek vagy -zöldek. Lábai feketék, amelyen vékony hosszanti csíkok figyelhetők meg. A homlok felső részén keskeny csík látszik, ami lenyúlik a szem alsó, kékes-zöldes részéig. A hím potroha narancspiros, tora felül piros, oldalt egyöntetűen vörösbarna vagy világosbarna.
A nőstény és a fiatal hím sárga vagy barnássárga, a tora oldalán egyöntetűen világosabb árnyalatú.
Nagyon hasonlít hozzá a gyakori szitakötő (Sympetrum striolatum), első ránézésre szinte megkülönböztethetetlen. Neki azonban a homloksávja csak a szem barna részének határáig ér el (szemben a közönséges szitakötő „könnyező” homloksávjával); torának oldalán két széles, ferde halványsárga sáv látható és a hím potrohának vége kevésbé kiszélesedő, mint a közönséges szitakötőé. Az alföldi szitakötőtől (Sympetrum sanguineum) annak teljesen fekete lábai különböztetik meg.
Spanyolországban él a S. vulgatum ibericum alfaj, valamint Ázsiában több más alfajt is leírtak, ezek státusza azonban egyes esetekben bizonytalan, pl. a Törökországban és attól keletre előforduló S. vulgatum decoloratum-ot önálló fajnak ismerték el.

## Elterjedése
Nagy területen, Európától (a déli részén inkább csak a hegyekben) Ázsián át egészen Kínáig és Japánig honos. Magyarországon az egész országban elterjedt, gyakori, ősszel néha tömegesen előforduló szitakötő. 

## Életmódja
Lárvája kisebb-nagyobb, sekély, lassú folyású vagy állóvizekben: tavakban, holtágakban, bányatavakban, akár kerti tavacskákban él. Júliusban alakulnak át imágókká és egészen sokáig, akár novemberig repülnek. Viszonylag nagy távolságra elkóborol, vizektől távol, réteken, kertekben, tisztásokon is megfigyelhető. A párzás a vízparton, növényekre ülve történik tandem formációban és a peterakást is közösen kezdik el, de aztán a hím többnyire elengedi a nőstényt és egyedül fejezi be a megtermékenyített peték elhelyezését a part menti nedves iszapba vagy a sekély vízbe.
Magyarországon nem védett. 

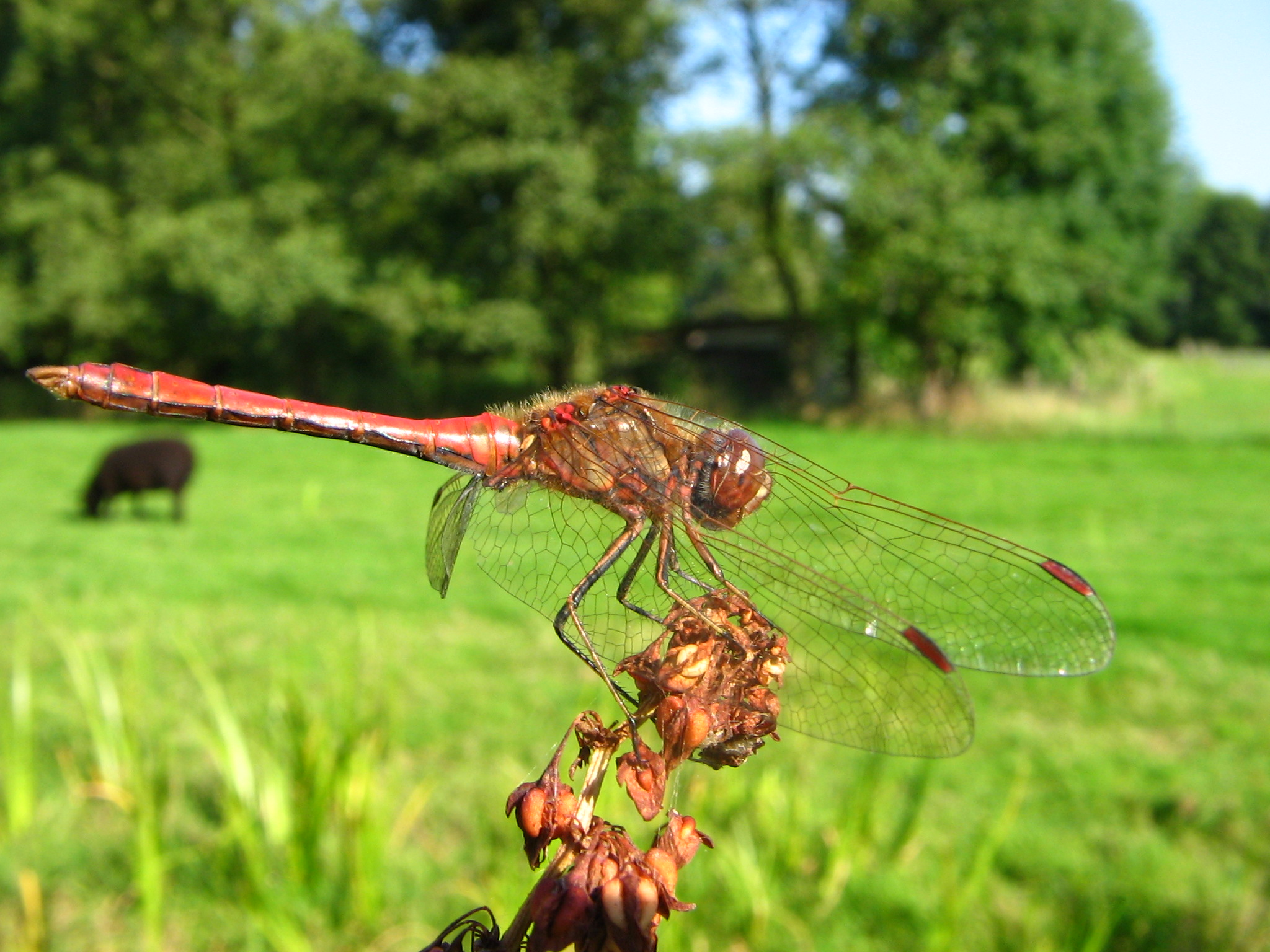
Hím közönséges szitakötő
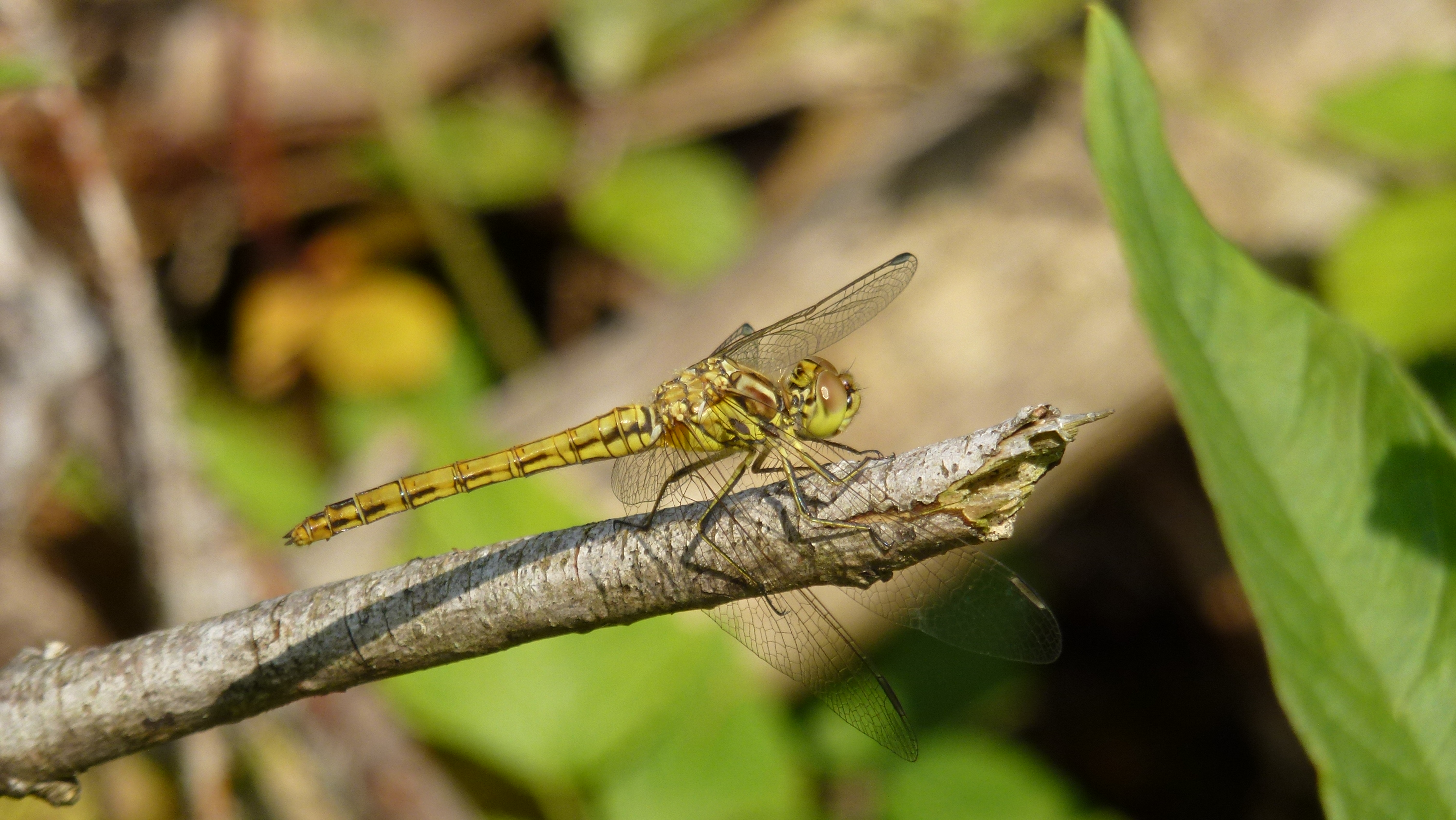
Nőstény
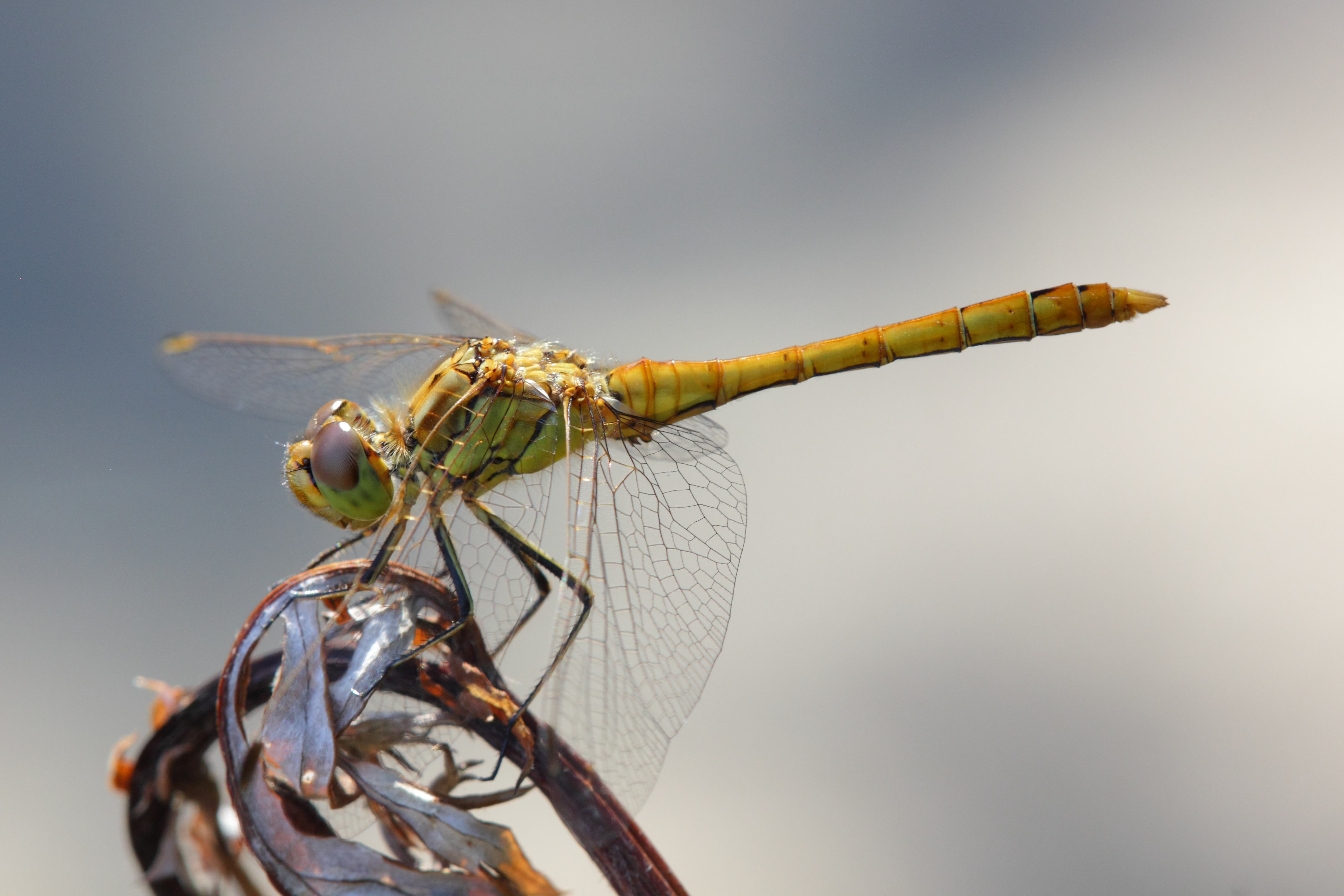
Fiatal hím, a nősténytől elvékonyodó potroha különbözteti meg
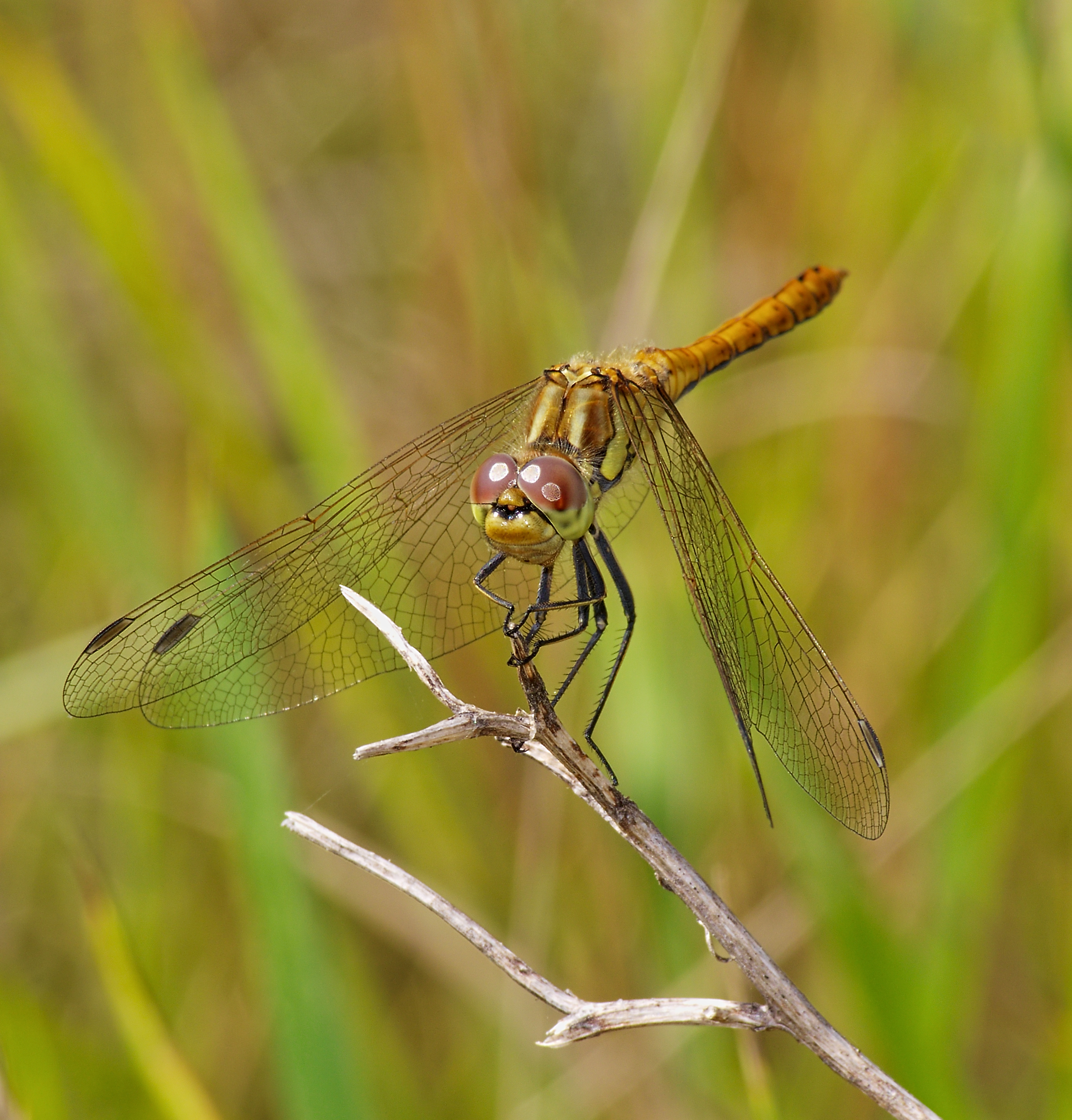
Fiatal hím. Fekete homlokcsíkja a szem alsó részéig elér